# Ernst-Mach-Gymnasium Haar
Das Ernst-Mach-Gymnasium Haar ist ein Gymnasium in Haar. Namensgeber ist der Physiker Ernst Mach. Träger der Schule ist der Zweckverband Ernst-Mach-Gymnasium Haar, der von der Stadt Haar und dem Landkreis München gebildet wird.

## Geschichte
Die Schule wurde 1972 als „Staatliches Gymnasium Haar“ gegründet. Gründungsdirektor war Rudolf Spagl. Am 21. Dezember 1978 erhielt die Schule den Namen „Ernst-Mach-Gymnasium Haar“ nach dem Physiker, Wissenschaftstheoretiker und Philosophen Ernst Mach, der seine letzten Lebensjahre in der Nähe der Schule verbrachte. Im selben Jahr wurden die ersten Abiturprüfungen abgenommen. 1996 wurde zweisprachiger Fachunterricht eingeführt. Als Fremdsprachen werden Englisch, Französisch und Spanisch sowie Latein angeboten. Das koedukative Gymnasium hat einen sprachlichen und einen naturwissenschaftlich-technologischen Zweig.
Seit 1986 gibt es einen Schüleraustausch zwischen dem Ernst-Mach-Gymnasium und verschiedenen Schulen in Bellingham, Washington State, USA. Dieser läuft im Rahmen des GAPP-Programms (German American Partnership Program) des Pädagogischen Austauschdienstes und wird von diesem auch finanziell unterstützt. Bis zum Jahr 2000 gab es nur eine Partnerschaft mit der Sehome High School in Bellingham. In der Austauschrunde 2000/2001 kam dann die Bellingham High School hinzu. Seit der Austauschrunde 2012/13 ist nur noch die Bellingham High School Partnerschule.
Seit 2010 gehört die Schule zum Netzwerk Blühende Landschaft. 2010 wurde das Gymnasium im dritten Jahr in Folge als „Umweltschule in Europa/Internationale Agenda-21-Schule“ ausgezeichnet.
2013 erhielt das Projektteam „Umweltschule“ für seine Aktivitäten zum Klimaschutz den Deutschen Klimapreis 2013 der Allianz Umweltstiftung. Die Schüler des Projektteams erhielten deswegen eine Einladung von Bundespräsident Joachim Gauck nach Berlin.
Die Schule ist auch für ihr Schultheater „blickwechsel“ und ihre gut ausgestatteten Bühnen bekannt. Die Stücke „Spurensuche“ (2016), „Sophie“ (2023) und „Stimmen“ (2024), in denen an die NS-Zeit erinnert wird, sind über Haar hinaus bekannt und aufgeführt worden. Die Theatergruppe tritt auch auf verschiedenen Theaterfestivals auf. Mit ihrem Stück „Erwin Olaf“ trat sie 2022 und 2023 in Aschaffenburg, Berlin und Friedrichshafen auf. Mit dem Stück „Stimmen“ gewann die Theatergruppe im Herbst 2024 den Peter-Hauser-Preis beim Festival Bunte Bühne in Fellbach.
Am 20. Oktober 2022 feierte das EMG sein 50-jähriges Bestehen. Zum Ende des Schuljahrs 2023/24 übergab Gabriele Langner die Schulleitung an Matthias Flurl.

## Persönlichkeiten
- Hans Klaffl (1950–2025), Musiklehrer, bayr. Kabarettist, Autor
- Jörg Maurer (* 1953), Musikkabarettist und Autor
- Olaf Simons (* 1961), Historiker
- Susanne Osthoff (* 1962), Archäologin
- Alex Stepanek (* 1963), Tennisspieler
- Günter Ziegler (* 1963), Mathematiker
- Barbara Dennerlein (* 1964), Jazzmusikerin
- Christian Immler (* 1964), Fachbuchautor
- Christoph Schumann (1969–2013), Politikwissenschaftler
- Randolf Pohl (* 1970), Physiker
- Michael Rothballer (* 1974), Mikrobiologe und Schriftsteller
- Heinz Helle (* 1978), Autor
- Volker Bruch (* 1980), deutscher Schauspieler
- Gregor „Amadeus“ Böhm (* 1983), Musiker und Musikproduzent
- Philippine Pachl (* 1984), Schauspielerin
- Andreas Manfred Gebhard (* 1997), Segler